# Cephalopyge
Cephalopyge is een geslacht van weekdieren uit de klasse van de Gastropoda (slakken).

## Soort
- Cephalopyge trematoides (Chun, 1889)